# Suaeda conferta
Suaeda conferta là loài thực vật có hoa thuộc họ Dền. Loài này được (Small) I.M. Johnst. miêu tả khoa học đầu tiên năm 1943.